# Campeonato Mundial de Atletismo Júnior de 2012 - Revezamento 4x400 m masculino
A prova dos 4x400 metros masculino do Campeonato Mundial de Atletismo Júnior de 2012 ocorreu entre os dias 14 e 15 de julho em Barcelona, na Espanha. 

## Recordes
Antes desta competição, os recordes mundiais e do campeonato nesta prova eram os seguintes:
|     | Nome                                                    | Nacionalidade  | Tempo   | Local    | Data                |
| --- | ------------------------------------------------------- | -------------- | ------- | -------- | ------------------- |
| WJR | Asa Guevara Brandon Benjamin Theon Lewis Machel Cedenio | Estados Unidos | 3:01.09 | Grosseto | 18 de julho de 2004 |
| CR  | Asa Guevara Brandon Benjamin Theon Lewis Machel Cedenio | Estados Unidos | 3:01.09 | Grosseto | 18 de julho de 2004 |

## Medalhistas
| Ouro                                                                         | Prata                                                                   | Bronze                                                                                |
| Estados Unidos · Quincy Downing · Aldrich Bailey · Chidi Okezie · Arman Hall | Polónia · Karol Zalewski · Rafał Smoleń · Piotr Kuśnierz · Patryk Dobek | Trinidad e Tobago · Asa Guevara · Jereem Richards · Brandon Benjamin · Machel Cedenio |

## Cronograma
Todos os horários são locais (UTC+1).
| Data        | Hora  | Evento        |
| ----------- | ----- | ------------- |
| 14 de julho | 19:35 | Eliminatórias |
| 15 de julho | 20:10 | Final         |

## Resultados

### Eliminatórias
Qualificação: Os 2 primeiros de cada bateria (Q) e os 2 tempos mais rápidos (q). 
| Posição | Bateria | Raia | Nacionalidade     | Atletas                                                                                      | Tempo   | Notas                |
| ------- | ------- | ---- | ----------------- | -------------------------------------------------------------------------------------------- | ------- | -------------------- |
| 1       | 2       | 3    | Estados Unidos    | Quincy Downing, Eric Futch, Chidi Okezie, Arman Hall                                         | 3:06.26 | Q,                   |
| 2       | 2       | 7    | Austrália         | Jarryd Buchan, Jay Meaney, Max Waldron, Steven Solomon                                       | 3:07.49 | Q,                   |
| 3       | 2       | 4    | Polónia           | Piotr Kuśnierz, Rafał Smoleń, Paweł Walczuk, Patryk Dobek                                    | 3:07.85 | q,                   |
| 4       | 2       | 6    | Arábia Saudita    | Ibrahim Mohammed Saleh, Abdullah Ahmed Abkar, Bandar Atiyah Kaabi, Basheer Atiah Al Barakati | 3:07.88 | q, NJR               |
| 5       | 3       | 5    | Japão             | Naohiro Yokoyama, Kenta Kimura, Shota Kozuma, Kazushi Kimura                                 | 3:08.16 | Q,                   |
| 5       | 3       | 4    | Trinidad e Tobago | Asa Guevara, Jereem Richards, Brandon Benjamin, Machel Cedenio                               | 3:08.16 | Q                    |
| 7       | 3       | 3    | Rússia            | Timofey Chalyy, Roman Semakin, Radel Kashefrazov, Nikita Vesnin                              | 3:08.58 | Recorde da temporada |
| 8       | 3       | 6    | Alemanha          | Tobias Lange, Lukas Schmitz, Bennet Steudel, David Brücher                                   | 3:08.82 | Recorde da temporada |
| 9       | 1       | 3    | Jamaica           | Shavon Barnes, Omar McLeod, Jermaine Fyffe, Lennox Williams                                  | 3:08.83 | Q,                   |
| 10      | 1       | 7    | Itália            | Vito Incantalupo, Alberto Rontini, Davide Re, Michele Tricca                                 | 3:08.87 | Q,                   |
| 11      | 1       | 4    | Bahamas           | Julian Munroe, Stephen Newbold, Elroy McBride, O'Jay Ferguson                                | 3:08.96 | Recorde da temporada |
| 12      | 3       | 7    | Gana              | Shadrack Adu-Gyamfi, Daniel Gyasi, Solomon Afful, Kwame Ankomah-Donyina                      | 3:11.46 | Recorde pessoal      |
| 13      | 3       | 8    | Noruega           | Sondre Nyvold Lid, Andreas Roth, Marius Bakken Støle, Markus Loftås                          | 3:12.27 | NJR                  |
| 14      | 2       | 5    | Canadá            | Benjamin Ayesu-Attah, Christopher Green, Marc-André Alexandre, Drelan Bramwell               | 3:13.68 | Recorde da temporada |
| 15      | 1       | 6    | Espanha           | Julio Arenas, Lucas Bua, David Jiménez, Sergi Torres                                         | 3:14.85 | Recorde da temporada |
| 16      | 3       | 9    | Finlândia         | Jussi Kanervo, Joni Vainio-Kaila, Ville Lampinen, Jani Koskela                               | 3:15.48 | Recorde pessoal      |
| 17      | 1       | 8    | Índia             | Sandeep Sandeep, Sanjeev Sheokand, Jeevan Karekoppa Suresh, Sumit Malik                      | 3:20.12 |                      |
| 99 !    | 1       | 5    | África do Sul     | Taariq Solomons, Pieter Conradie, Bernardus Pretorius, Ruan Greyling                         | DSQ     |                      |
| 99 !    | 2       | 8    | Nigéria           |                                                                                              | DNS     |                      |

### Final
A prova final foi realizada no dia 15 de julho ás 20:10. 
| Posição           | Raia | Nacionalidade     | Atleta                                                                                       | Tempo   | Notas                |
| ----------------- | ---- | ----------------- | -------------------------------------------------------------------------------------------- | ------- | -------------------- |
| Medalha de ouro   | 6    | Estados Unidos    | Quincy Downing, Aldrich Bailey, Chidi Okezie, Arman Hall                                     | 3:03.99 | WJL                  |
| Medalha de prata  | 5    | Polónia           | Karol Zalewski, Rafał Smoleń, Piotr Kuśnierz, Patryk Dobek                                   | 3:05.05 | NJR                  |
| Medalha de bronze | 4    | Trinidad e Tobago | Asa Guevara, Jereem Richards, Brandon Benjamin, Machel Cedenio                               | 3:06.32 |                      |
| 4                 | 2    | Austrália         | Jarryd Buchan, Jay Meaney, Max Waldron, Steven Solomon                                       | 3:06.58 | Recorde da temporada |
| 5                 | 3    | Jamaica           | Shavon Barnes, Javon Francis, Lennox Williams, Jermaine Fyffe                                | 3:07.31 | Recorde da temporada |
| 6                 | 8    | Arábia Saudita    | Ibrahim Mohammed Saleh, Abdullah Ahmed Abkar, Bandar Atiyah Kaabi, Basheer Atiah Al Barakati | 3:09.26 |                      |
| 7                 | 9    | Japão             | Naohiro Yokoyama, Kenta Kimura, Shota Kozuma, Kazushi Kimura                                 | 3:09.67 |                      |
| 99 !              | 7    | Itália            | Vito Incantalupo, Marco Lorenzi, Davide Re, Michele Tricca                                   | DSQ     |                      |

Legenda
| Recorde mundial       | Recorde mundial (World record)               |                       | Recorde africano                      | Recorde africano (African) |                                           | Q | Classificado por posição (Qualified) |
| Recorde do campeonato | Recorde do campeonato (Championship record)  | Recorde da América    | Recorde da América (Americas)         | q                          | Classificado por melhor tempo (Qualified) |   |                                      |
| Melhor marca do ano   | Melhor marca do ano (World leading)          | Recorde asiático      | Recorde asiático (Asian)              | DNS                        | Não largou (Did not start)                |   |                                      |
| Recorde nacional      | Recorde nacional (National record)           | Recorde europeu       | Recorde europeu (European)            | DNF                        | Não terminou (Did not finish)             |   |                                      |
| Recorde pessoal       | Recorde pessoal do atleta (Personal best)    | Recorde da Oceania    | Recorde da Oceania (Oceania)          | DSQ / DQ                   | Desclassificado (Disqualified)            |   |                                      |
| Recorde da temporada  | Recorde da temporada do atleta (Season best) | Recorde sul-americano | Recorde sul-americano (South America) | NM                         | Sem marca (No mark)                       |   |                                      |